# 骊姬传奇
《骊姬传奇》是一部由北京友视文化传播有限公司、聚友传媒投资有限责任公司制作，齐星导演的电视剧。以春秋时期晋国夫人骊姬的一生为背景，由秦海璐、段奕宏、邱心志主演，共36集，於2003年播出。

## 演员表
- 骊兰（骊姬）：秦海璐
- 重耳（晋文公）：邱心志（配音：吴凌云）
- 优施：段奕宏
- 晋献公：李庆祥
- 太子申生：杨佩衡
- 介子推：曹卫宇
- 夷吾（晋惠公）：铁鹤
- 晋王后：盖克
- 骊朵：宋文娟
- 骊戎王：雷恪生
- 骊戎王后：岳红
- 阿姜：陈姿伊（配音：张美娟）
- 梁五：周中和
- 姬顺：卢东来
- 杜原：王坤
- 成玉公主：李璇
- 奚子：万昌皓
- 骊戎女：赵越、王嘉瑜、董振华、历兰兰、朱倩倩、韩惠蓉

## 职员表
- 编剧：冉成淼、朱晓平、白泊、齐星、周钦波
- 导演：齐星
- 监制：许柯、贺玲
- 主题曲《幸福的国度》：作词：常琦；作曲：刘沁；演唱：沙宝亮、刘沁
- 插曲《只为你》：作词：刘沁；作曲：刘沁、刘锐；演唱：刘沁
- 制作人：易为平、刘沛
- 出品人：陈健、杨源新、王少勇

## 拍摄情况

### 外景地
- 横店影视城